# El Gouraani
El Gouraani  (in arabo الكرعاني‎?) è un centro abitato e comune rurale del Marocco situato nella provincia di Safi, regione di Marrakech-Safi. Conta una popolazione di 11 291 abitanti (censimento 2014).